# 開放性
開放性（かいほうせい、英: Openness to experience）は、五因子モデルにおいて人間の性格を記述するために用いられる次元の1つである。

## 解説
開放性には、想像力(ファンタジー)、芸術的興味、情動性、冒険、知性、自由主義の6つのファセット（側面因子）が含まれる。多くの心理測定研究により、これらの側面や特性が有意に相関していることが明らかにされている。したがって、開放性は、特定の形質、習慣、傾向がクラスター化された集合からなるグローバルな人格特性と見ることができる。
開放性は正規分布する傾向があり、その形質について非常に高い・低いスコアにあたる少数の個人と、中等度のスコアをつけた大多数の人がいる。例えば、開放性のスコアが低い人は、経験に対して閉鎖的であると考えられている。彼らの見通しや行動は伝統的で伝統的なものである傾向がみられる。そして彼らは新しい経験よりも慣れ親しんだ慣習を好み、一般的に興味の幅が狭くなる。また、開放性は、創造性、知性、知識と適度な関係がある。開放性は心理的特性である没頭性と関連しており、没頭性と同様に催眠術のかかりやすさの個人差と緩やかな関係がある。
開放性は、五因子モデルの他の次元よりも、主観的幸福の側面との関係が穏やかである。また、概して開放性は精神障害の症状とはほとんど無関係であると思われる。

## 測定
開放性は通常、自己報告尺度で評価されるがピアレポートや第三者による観察手法によっても評価される。自己報告尺度は、語彙や発言に基づくものの二つがある。どちらのタイプの尺度が使用されるかは、心理測定特性の評価と、実施されている研究の時や場所の制約によって決められる。
- 語彙尺度では、創造的、知的、芸術的、哲学的、深層など、開放性の特性を反映する個々の形容詞を利用する。例えば、ゴールドバーグ(1992)は、100語のビッグ・ファイブ・マーカーの一部として20語の尺度を開発した[9]。また、ソーシエ(1994)は、40語のミニマーカーの一部として簡単な8語の尺度を開発した[10]。しかし、ソーシェのオリジナルのミニマーカーの心理測定的特性は、北米以外のサンプルでは最適ではないことがわかっている[7]。その結果、体系的に改訂された尺度である国際英語ミニマーカーが開発され、アメリカ人集団の内外を問わず、開放性や他の5因子性格モデルの次元を評価するための優れた心理測定妥当性が証明されている。開放性測定における内部一貫性の信頼性は、英語を母国語とする人と母国語でない人の両方で0.84である[7]。
- 記述尺度は、語彙尺度よりも多くの単語を含む傾向があり、したがって、より多くの研究資源を必要とする。例えば、ゴールドバーグの国際性格項目プールの開放性（知性）尺度は45語であるのに対し、ソーシエやトンプソン(2008)の開放性尺度は8語の語彙尺度である[7]。5因子モデルに基づくNEO PI-R（英語版）や、HEXACOモデルに基づくHEXACO-PI-Rでは、「新しいやり方を考えるのが好き」「抽象的な考えを理解するのが難しい」といった記述尺度の項目が使用されている例である[8][11]。これらのテストでは、開放性は、5/6個の測定された性格次元のうちの1つである。どちらのテストでも、開放性にはいくつかの側面が見られる。NEO PI-Rは、想像力、芸術的興味、情動性、冒険、知性、自由主義と呼ばれる6つの側面を評価し、HEXAC-PI-Rは、好奇心、創造性、美的感覚、および独創性と呼ばれる4つの側面を評価している。

多くの研究により、開放性には2つの主要な下位構成要素があることが明らかにされている。1つは知的気質に関連する下位構成要素であり、もう1つは感覚経験に対する美的評価や開放性など、開放性の経験的側面に関連する下位構成要素である。これらの下位構成要素はそれぞれ知性と経験的開放性と呼ばれ、互いに強い正の相関(r=.55)を持っている。
サム・ゴスリングの研究によれば、人々の家の中や部屋を調べることで、その人の開放性を評価することができる。高い開放性を持つ人は、独特で型破りな装飾がある傾向がみられる。また、彼らは多様なテーマに関する本や、多様な音楽コレクション、そして芸術作品を展示する可能性が高い。

## ファセット
開放性のファセットは次のようになっている。
| 低い値の人の記述                                                       | 低い値の人の記述 |            | 高い値の人の記述   | 高い値の人の記述                                                     |
| 説明                                                                   | 言葉             | ファセット | 言葉               | 説明                                                                 |
| ---------------------------------------------------------------------- | ---------------- | ---------- | ------------------ | -------------------------------------------------------------------- |
| よく知っているルーチンを快適に感じ、そこからの逸脱を好まない。         | 着実             | 冒険       | 冒険的             | 新しい経験を熱望している。                                           |
| ほとんどの人に比べて芸術的活動や創造的活動への興味が薄い。             | 芸術に無関心     | 芸術的興味 | 芸術の鑑賞眼がある | 美しいものが好きで、創造的経験を求めている。                         |
| 自分の感情について考えたり、感情を表に出すことがほとんどない。         | 冷静             | 情動性     | 感情に自覚的       | 自分の感情を自覚していて、感情の表し方を知っている。                 |
| 想像よりも事実を優先する。                                             | 地に足の着いた   | 想像力     | 空想的             | 豊かな想像力を持っている。                                           |
| 世界をそのまま捉えることを好み、抽象的な考えをすることはめったにない。 | 具象             | 知性       | 哲学的             | 新しい考えに対してオープンであり、興味があり、もっと知りたいと望む。 |
| 伝統に従って安定を維持することを好む。                                 | 権力を尊重       | 自由主義   | 権力に対して挑戦的 | 権力や伝統的価値に挑戦して変化をもたらしたいと思っている。           |

## 心理的側面
開放性には、動機づけと構造的な要素の両方がある。開放性の高い人は、新しい経験を求め、自分探しをするように動機付けられる。また、構造的には、離れた場所でつながったアイデアの間に新しいつながりを作ることを可能にする流動的な意識様式を持っている。対照的に開放性が低い人は、身近で伝統的な経験に慣れ親しんでいる。

### 創造性
開放性は、分岐思考のテストで測定されるように、創造性と相関している。プロの芸術家、音楽家、科学者は一般的な集団のメンバーと比較して開放性のスコアが高いことがわかっているため、開放性は芸術的創造性と科学的創造性の両方に関連している。

### 知能と知識
開放性は知能と相関しており、相関係数は約r=.30からr=.45までの範囲であった。開放性は、結晶性知能と中程度の相関があるが、流動性知能とは弱い相関しかない。開放性の側面を調査した研究では、アイデアと行動の側面は流動性知能と適度な正の相関を持っていることがわかった(それぞれr=.20とr=.07)。これらの精神的能力は、好奇心が強く学習に開放的であるときにより容易に身につく。そして、いくつかの研究では開放性と一般的な知識の間に正の相関があることが判明している。開放性が高い人は、知識を増やす知的探求に従事する意欲が高い可能性がある。開放性、特にアイデアの側面は、認知の必要性、つまり、アイデアについて思考をめぐらし、情報を精査し、パズルを解くことを楽しむ動機付けの傾向、そして典型的な知的関与(認知の必要性と同様の構成体)と関連している。

### 没頭性・催眠性
開放性は没頭性という心理学の構成概念と強く関連している。この没頭性は「表象的（知覚的、能動的、想像的、観念的）資源を人が精神的なイメージや空想に費やす性質傾向」として定義されている。没頭性は催眠にかかる個人差をパーソナリティの幅広い側面に関連付けるために開発されたものである。没頭性はコスタとマクレアが外向性と神経症傾向から没頭性を独立させたために彼らのオリジナルのNEOモデルにおける開放性の概念の開発に影響を与えた。体験に没頭する人の開放性は新しく珍しい体験に対してより一般的に開放性を必要とされている。開放性は、没頭性と同様に催眠の適性における個人差と緩やかな正の相関を持つ。なお、因子分析により開放性の想像力、芸術的興味、情動性の面は吸収と密接に関係し催眠適性を予測するが、知性、冒険、自由主義の残りの3面はこれらの構成とはほとんど関係がないことが示された。この知見は、開放性が2つの異なるが関連した下位次元を持つ可能性を示唆している。1つは想像力、芸術的興味、情動性の側面によって評価される注意と意識の側面に関連し、もう1つは残りの3つの側面によって評価される知的好奇心と社会/政治的リベラリズムに関連したものである。しかし、これらはすべて、ある意味で「開放性」という共通のテーマを持っている。この「開放性」の二次元的な捉え方は、特に催眠術の効きやすさに関連している。しかし、催眠以外の外的基準を考慮する場合、例えば、知的好奇心はある文脈では社会的／政治的リベラリズムとは無関係かもしれないなど、異なる次元構造が明らかになる可能性がある。

### 他の性格次元との関連
ビッグファイブモデルの因子は独立していると仮定されているが、NEO-PI-Rで評価される開放性と外向性は高い正の相関を持つ。開放性はまた感覚を追求する側面や、特に経験を求める側面と中程度の正の相関を持つ。それにもかかわらず、特徴における分散のほとんどはこれらの他の構成との重複で説明することができないため、開放性は他の特徴から独立している性格次元だと議論されてきた。気質・性格モデルと五因子モデルを比較した研究によると、開放性は自己超越（スピリチュアル特性）やより少ない程度の新奇性追求（概念的には感覚追求に類似）とかなりの正の相関があった。また、それは危害回避と中程度の負の相関を有していた。マイヤーズ＝ブリッグス・タイプ指標 (MBTI) は、開放性に関連する「直感」の嗜好性を測定するものである。ロバート・マクレアはMBTIの感覚・直感の尺度が「事実的、単純、慣習的なものへの好みと可能、複雑、オリジナルなものへの好みを対比させる」ため開放性の尺度に似ていると指摘した。

### 社会的・政治的態度
この開放性という性格特性には社会的、政治的な意味合いがある。経験に対して非常に開放的な人々はリベラルで多様性に関して寛容である傾向が見られる。その結果、彼らは一般的に異なる文化やライフスタイルに対してより開放的である。そして彼らは、民族中心主義、右翼の権威主義、社会的優位性志向、偏見などが低い。また、開放性は他の五因子モデルの特性よりも右翼の権威主義と強い負の関係を持つ（誠実性はわずかな正の関係、他の特性は無視できる程度の関係）。開放性は、低い協調性よりも社会的優位性志向とわずかな負の関係を持つ（他の特性は無視できる程度の関係）。そして開放性は他の五因子モデルの特性よりも偏見と強い負の関係を持つ（協調性はより緩やかな負の関係を持ち、他の特性は無視できる程度の関係）。しかし、右翼の権威主義と社会的優位性志向は開放性や他の五因子モデルの特性よりもそれぞれ偏見と強く関係している。最近の研究では、既存の研究で調査された偏見は従来の少数派（例えば、性的少数派や民族的少数派）に対する偏見であり、開放性の高い人は相反する世界観を持つ人に対してまだ不寛容であることがあるため、開放性と偏見の関係はより複雑かもしれないと考えられている。
保守主義に関しては、文化的保守主義は開放性の低さやそのすべての側面と関係があったが、経済的保守主義は開放性の全体とは関係がなく、美学や価値の側面と弱い負の関係しかないことが研究で明らかになった。経済的保守主義の最も強い性格予測変数は低い協調性（r= -.23）であった。経済的保守主義がよりイデオロギーに基づくのに対し、文化的保守主義はイデオロギーよりも心理的であり、単純で安定的でなじみ深い道徳を好むことを反映しているのかもしれない。また、いくつかの研究は、開放性のレベルの個人内の変化は保守主義の変化を予測しないことを示した。

### 主観的な幸福とメンタルヘルス
開放性は、幸福、肯定的感情、QOLとわずかながら有意な相関がみられ、一般的な人々の生活満足度、否定的感情、総合的感情とは無関係であることが分かっている。また、主観的幸福の側面と開放性との関係は、他の五因子モデルの特性、つまり外向性、神経症傾向、誠実性、協調性と比べて弱い傾向にある。そして、開放性は交絡因子を制御した後、高齢者の生活満足度と関連することが見いだされた。なお、開放性は、精神障害の存在とは一般に無関係であるように思われる。五因子モデルの特性と精神疾患の症状との関係に関するメタ分析では、調査した診断群のいずれも開放性において健康な対照群と差がないことが明らかにされた。
さらに、開放性は、高齢者における健康的な記憶や言語能力、そして他の多くの重要な認知的特徴を促進し、優雅な老化に寄与する可能性がみられた。

### パーソナリティ障害
開放性の少なくとも次の3つの側面がパーソナリティ障害を理解する上で関係している。それらは、認知の歪み、洞察力の欠如、衝動性である。また、社会的・職業的機能の問題を引き起こす可能性のある高い開放性に関連する問題は、過度の空想、特異な思考、拡散したアイデンティティ、不安定な目標、社会の要求への不適合といったものがある。
高い開放性は統合失調型人格障害（奇妙で断片的な思考）、自己愛性人格障害（過度の自己評価）、妄想性人格障害（外的敵意への過敏性）に特徴的である。洞察力の欠如（低い開放性を示す）はすべてのパーソナリティ障害に特徴的であり、不適応な行動パターンを持続することについて説明することができる。
開放性の低さに関連する問題は、変化に適応することの困難さ、異なる世界観やライフスタイルに対する耐性の低さ、感情の平板化、アレキシサイミア、興味の範囲の狭さである。硬直性は、パーソナリティ障害の中でも低い開放性の最も明白な側面で、自分の感情経験を知らないことを示す。これは強迫性パーソナリティ障害に最も特徴的である。その反対は衝動性（ここでいう開放性の側面は、異常な行動や自閉症的な行動をとる傾向を示す）として知られ、分裂病型人格障害や境界型人格障害に特徴的である。

### 宗教とスピリチャリティ
開放性はさまざまなタイプの宗教性やスピリチュアリティと複雑な関係をもっている。一般的な宗教性は低い開放性と弱い相関がみられ、宗教的原理主義は低い開放性といくぶん実質的な関係をもっている。シロシビンの使用によってもたらされる神秘的な体験は開放性を有意に増加させることがわかった（以下の「薬物使用」を参照）。

### 性差
55カ国におけるビッグファイブ性格特性の性差を調査した研究によると、開放性では国によって男女の平均差がほとんどないことがわかった。一方、神経症傾向、外向性、協調性、誠実性において国によっては女性が男性より平均的に顕著に高いことがわかった。8つの文化圏では、開放性において男性は女性より有意に高かったが、4つの文化圏では、女性は男性より有意に高かった。以前の研究では、女性は開放性の感情の側面で高く、男性はアイディアの側面で高い傾向があることがわかっていたが、55カ国の研究では個々の側面は評価されていない。

### 夢の想起
夢の想起頻度の個人差に関する研究では、開放性が夢の想起に関連する唯一のビッグファイブ性格特性であることが判明した。また、夢の想起頻度は、没頭性や解離といった類似の性格特性とも関係があるとされてきた。夢の想起とこれらの特性との関係は、意識の連続性の証拠と考えられてきた。具体的には、これらの特性が高い人のように、日中に鮮明で非日常的な体験をしている人は、夢の内容がより記憶に残りやすく、そのため、夢の想起が良好である傾向みられる。

### セクシャリティ
開放性はセクシュアリティの多くの側面と関連している。開放性の高い男女はセックスについてよく知っており、幅広い性経験、強い性衝動、より自由な性的態度を示している。結婚したカップルでは、夫ではなく妻の開放性のレベルが性的満足度と関連している。これは、開放性が高い妻の場合は様々な新しい性体験に積極的であるため、夫婦ともにお互いの満足度が高い可能性がある。異性愛者に比べて、同性愛者、無性愛者、両性愛者、特に両性愛者の開放性は平均して高いことが分かっている。

## 遺伝子と生理学
開放性は、五因子モデルの他の特性同様に遺伝的要素を持っていると考えられている。同じDNAを持つ一卵性双生児は、異なる家庭に養子に出され、非常に異なる環境で育ったとしても、その開放性のスコアは同じ得点を示す。そして、86人の被験者を用いたある遺伝子研究では、開放性はセロトニントランスポーター遺伝子と関連する5-HTTLPR多型に関連していることがわかった。また、ブシャールとマクギーによる4つの双子研究のメタ分析によると、開放性がビッグファイブの特徴の中で最も遺伝率が高い（平均=57%）ことが分かった。
開放性のレベルが高いことは、上行性ドーパミン作動性系と背外側前頭前野の活動に関連している。開放性は背外側前頭前皮質機能の神経心理学テストと相関する唯一の性格特性であり、開放性、認知機能、知能指数の間に理論的なつながりがあることが支持されている。

## 地理
イタリアの研究では、ティレニア諸島に住む人々は近くの本土に住む人々よりも開放性が低い傾向があり、また、20世代前から島に住んでいる先祖を持つ人々は最近移住してきた人々よりも開放性が低い傾向があることが明らかになった。さらに、島から本土に移住した人々は、島に留まった人々や島に移住した人々よりも開放性が高い傾向があることがわかった。
アメリカの東部と西部に住む人々はアメリカ中西部と南部に住む人々よりも開放性が高い傾向がある。開放性の平均スコアが最も高いのはニューヨーク、オレゴン、マサチューセッツ、ワシントン、カリフォルニアの各州である。逆に開放性の平均スコアが最も低いのは、ノースダコタ、ワイオミング、アラスカ、アラバマ、ウィスコンシンの各州である。

## 薬物使用
1970年代初頭の心理学者たちは、マリファナを使用する可能性が高い人々を説明するために、開放性という概念を用いていた。当時の開放性とは、創造性、冒険心、内的感覚の新奇性追求が高く、権威主義が低いことと定義されていた。いくつかの相関研究によって、この特性群の得点が高い若者はマリファナを使用しやすいことが確認された。より最近の研究では、開放性の現代の測定値を用いてこの知見を再現している。
オランダで行われた個人レベルでの研究では、薬物の使用者と非使用者の間で開放性の違いは見られなかったが、異文化間の研究では開放性が高い文化でMDMA（薬物）の使用率が高いことを発見した。MDMAを使用する人は使用しない人に比べて外向性が高く、誠実性が低い傾向があった。
2011年の研究では、シロシビンの使用によって（他の特性ではなく）開放性が増加し、その効果は14ヶ月後でも持続していた。この研究では、シロシビン服用中の神秘体験の度合いの個人差が開放性の増加と相関していることが明らかにされた。「完全な神秘体験」の基準を満たした参加者は開放性の平均値が有意に増加したが、基準を満たさなかった参加者は開放性の平均値に変化はなかった。開放性の6つの側面因子のうち5因子（冒険を除く）は、神秘体験をすることによってこのような増加パターンを示した。神秘体験を完全にした人の開放性（各項目と合計得点）は、薬物服用後1年以上経っても維持されていた。神秘体験を完全にした参加者は、ベースラインとフォローアップの間でTスコアが4ポイント以上変化していた。一方、開放性は加齢とともに10年に1ポイントずつ減少することが分かっている。